# Ana Xylaloe
Ana Xylaloe fue la primera emperatriz consorte de Manuel I de Trebisonda.

## Nombre
«Xylaloe» es un término griego para la madera de agar, el duramen resinoso de los árboles de Aquilaria, grandes hojas de árboles perennes originarias del sudeste asiático. Dioscórides lo mencionó como Aloe del subcontinente indio, probablemente una confusión resultante de la similitud en el nombre de los dos productos.

## Emperatriz
Ana es mencionada brevemente en la crónica de Miguel Panareto: después de la muerte de Manuel, «En su exhortación y elección, su hijo con la emperatriz la señora Ana Xylaloe, el señor Andrónico Comneno, le sucedió en el trono y reinó durante tres años, y murió en 6774 (1266)». Es la única de sus tres esposas que es referida por Panaretos con el título de «Emperatriz».
Fue supuestamente la primera de las tres esposas de Manuel, casada con él alrededor de 1235. Su único hijo conocido, Andrónico II de Trebisonda, precedido por sus medios hermanos Jorge de Trebisonda, Juan II de Trebisonda y Teodora de Trebisonda en el trono. Por esta razón es considerado como el mayor.
Manuel tuvo al menos dos hijas cuya madre no es mencionada. Podrían ser hijas de Ana u otra de sus esposas. Una de las hijas se casó con Demetrio II de Georgia, la otra se casó con uno de sus Didebul. Aunque se ha mencionado en las genealogías modernas como un nombre, «Didebul» era en realidad un título. Según «The Bagrationi (Bagration) Dynasty» por Christopher Buyers, los Didebul eran «nobles no hereditarios de alto rango».
Kuršanskis cree que la embajada trapisondesa que Manuel envió al rey Luis IX de Francia en 1253, pidiendo casarse con una hija de su casa, proporcionando un terminus post quem por la muerte de Ana Xylaloe. Cuando el rey Luis rechazó la alianza, Kuršanskis argumenta que Manuel se casó con Irene Syrikaina.